# IBM DB2
DB2 és un sistema gestor de bases de dades d'IBM creat el 1982.
Existeixen diverses versions de DB2, que van des de dispositius mòbils fins a grans computadores o mainframes. DB2 Enterprise Server Edition és la versió més comunament utilitzada, encara que existeix una versió gratuïta anomenada DB2 Express-C.
Recentment s'ha posat a la venda la versió 9.5 anomenada en clau Viper II.
Els competidors de DB2 inclouen Oracle, Microsoft SQL Server o MySQL.